# Sophronica madagascariensis
Sophronica madagascariensis är en skalbaggsart som beskrevs av Stefan von Breuning 1940. Sophronica madagascariensis ingår i släktet Sophronica och familjen långhorningar.
Artens utbredningsområde är Madagaskar. Inga underarter finns listade i Catalogue of Life.